# Veletos
Los veletos o welatabios fueron un grupo de tribus lechitas medievales que habitaron la región de Pomerania, al noreste de la actual Alemania, probablemente relacionados con los pueblos anteriormente llamados veltos, y que ―al igual que otros pueblos eslavos entre los ríos Elba y Óder― eran definidos por fuentes germánicas como wendos.
Recibían varios nombres, según el idioma:
- welatabi en su propio idioma.
- welataben, wieleten, wiltzen, wilsen, wilciken en alemán
- wieleci en polaco
- veleti en latín

Al final del siglo X fueron seguidos por los luticios. En la Vita Karoli Magni (‘vida de Carlomagno’, una biografía de Carlomagno, rey de los francos) de Einhard se dice que los wiltzi se referían a sí mismos como welatabios. Los veletos se trasladaron a las zonas actuales de Mecklemburgo-Pomerania Occidental a lo largo de los siglos VI y VII y asimilaron el resto de la población germánica y eslava del oeste que se habían trasladado previamente a esta zona desde el oriente. Geographus Bavarus (El geógrafo bávaro), un documento anónimo medieval compilado en Ratisbona en el año 830, contiene una lista de tribus de Europa Central y Oriental al este del Elba. Entre ellos menciona a los uuilci (Veleti), con 95 civitas.
Esta división política de los veletos se produjo probablemente debido al tamaño de la zona habitada, con asentamientos agrupados alrededor de ríos y de fuertes y separados por grandes zonas boscosas. Además, el rey veleto Dragowit había sido derrotado y convertido en vasallo por Carlomagno en la única expedición en territorio eslavo dirigida por el propio Carlomagno en 798, de manera que el centro del poder veleto se colapsó. Los veletos fueros invadidos por los francos durante sus expediciones a tierras obodritas con los abroditas como aliados de los francos contra los sajones. Eginardo hace estas afirmaciones en Vita Karoli Magni (‘vida de Carlomagno’).